# Ketil Nariz Chata
Ketil Björnsson también Ketill Finn (apodado Nariz Chata, del nórdico antiguo:  Ketill Flatnefr, 790-880), fue un caudillo vikingo, hersir de Noruega en el siglo IX. Era hijo de Björn buna Grímsson y procedía de Romsdal (Raumsdal), un valle en la provincia de Møre og Romsdal, entre Nordmøre y Sunnmøre. Cuando Harald I decidió expandir su reino al sureste de Noruega, muchos escaparon y se dedicaron a las incursiones estivales en las islas de Escocia, por esa razón el rey Harald envía a su flota para acabar con la amenaza, conquistando las Hébridas, Mann y parte de Escocia. A su regreso a Noruega, los atacantes no se amedrentaron y continúan los ataques y saqueos por lo que Harald decidió enviar a Ketil y recuperar los territorios insulares para mantenerlos bajo el poder de la corona. Ketil así lo hizo, pero como no pagó ningún impuesto, Harald tomó posesión de sus propiedades en Noruega y expulsó a sus hijos. Algunas fuentes se refieren a Ketil como Rey de las Sudreys (en gaélico escocés rig eilean Shidir) o de islas meridionales como se conocían a las Hébridas, pero hay indicios que él mismo reclamó aquel título.

## Descendencia
La esposa de Ketil era Yngvild Ketilsdóttir, hija de Ketill Wether (n. 765), un hersir de Ringerike. De esa relación tuvieron algunos hijos:
- Auðr djúpúðga Ketilsdóttir, la más famosa hija de Ketil, casó con Olaf el Blanco, rey de Dublín. Su hijo, Thorstein el Rojo, conquistó y mantuvo durante breve tiempo territorios en el norte de Escocia durante la década de 870 y 880 antes de morir en batalla. Auður y muchos miembros de su clan se establecieron posteriormente en Islandia.[6]
- Bjorn Ketilsson, que vivió en Bjarnarhofn, Snæfellsnes;
- Helgi bjóla Ketilsson, de Esjuberg en Kjalarnes, protagonista de la Saga Kjalnesinga.
- Thorunn hyrna Ketilsdatter (n. 840), esposa de Helgi Eyvindarson, el primer hombre que se asentó en la bahía de Eyjafjordur;
- Jorunn manvitsbrekka Ketilsdatter (n. 835), madre del explorador Ketill Jórunsson.

## Sagas
Ketil es un personaje que aparece en la Saga de Laxdœla, saga Eyrbyggja, y saga de Erik el Rojo. Su genealogía se describe con detalle en el libro de los asentamientos Landnamabok, como descendiente de los reyes de Romsdal.